# Cerithiopsida
Genre
Synonymes
Cerithiopsis (Cerithiopsida) Bartsch, 1911
Cerithiopsida est un genre de mollusques marins de la classe des gastéropodes, à la position taxinomique encore peu claire mais de la super-famille des Triphoroidea et de la famille des Newtoniellidae.

## Liste des espèces
Selon World Register of Marine Species (16 septembre 2019) :
- Cerithiopsida diegensis (Bartsch, 1911)
- Cerithiopsida echinata (Golikov & Gulbin, 1978)
- Cerithiopsida elegans (Golikov & Gulbin, 1978)
- Cerithiopsida lata (Golikov & Gulbin, 1978)
- Cerithiopsida rowelli (Bartsch, 1911)